# 720年代
720年代（ななひゃくにじゅうねんだい）は、西暦（ユリウス暦）720年から729年までの10年間を指す十年紀。

## できごと

### 720年
- 『日本書紀』完成。舎人親王（とねりしんのう）、『日本紀』30卷・系図1卷を撰上する。藤原不比等没する（63歳）。

### 723年
- 日本で田地開墾のため、三世一身（さんぜいっしん）法を施行する。太安万侶没する（銅板墓誌が発見されている）。

### 724年
- 日本の元正天皇譲位し、聖武天皇（首皇子）即位する。

### 726年
- 東ローマ帝国皇帝レオーン3世が聖像禁止令を公布（イコノクラスム（聖像破壊運動）の始まり）。

### 729年
- 日本で長屋王の変。長屋王、謀反の疑いで窮問されて自殺する（46歳）。口分田を班田する。京・畿内の班田使を任ずる。諸国の防人を停止する。